# Чалоян, Давид
Давид Чалоян (арм. Դավիթ Չալոյան; род. 30 сентября 1997, Армения) — перспективный армянский боксёр-любитель, выступающий в супертяжёлой весовой категории.
Член сборной Армении по боксу; участник Олимпийских игр 2024 года, серебряный призёр чемпионата мира (2021), бронзовый призёр чемпионата мира среди военнослужащих (2021), четырёхкратный чемпион Армении (2016, 2017, 2020, 2021), многократный победитель и призёр международных и национальных турниров в любителях.

## Биография
Давид Чалоян родился 30 сентября 1998 года в Армении.

## Любительская карьера
В октябре 2016 года стал чемпионом Армении в весе свыше 91 кг, на чемпионате проходившем в Ереване, в финале победив Рафаэля Симоняна.
И в октябре 2017 года стал чемпионом Армении в весе свыше 91 кг, на чемпионате проходившем в Ереване, в финале победив Арама Абрамяна.

### 2020—2021 годы
И в декабре 2020 года вновь стал чемпионом Армении в весе свыше 91 кг, на чемпионате проходившем в Ереване, в финале победив опытного Гюргена Оганесяна.
И в сентябре 2021 года вновь стал чемпионом Армении в весе свыше 91 кг, на чемпионате проходившем в Ереване, в финале победив Геворга Мурадяна.
А в конце сентября 2021 года стал бронзовым призёром на 58-м чемпионате мира среди военнослужащих в Москве (Россия) проведённого под эгидой Международного совета военного спорта, в полуфинале раздельным решением судей (1:4) проиграв опытному узбеку Лазизбеку Муллажонову, — который в итоге стал чемпионом мира среди военнослужащих 2021 года.
В начале ноября 2021 года в Белграде (Сербия) он впервые участвовал во «взрослом» чемпионате мира, и стал там серебряным призёром в категории свыше 92 кг. В 1/16 финала он по очкам решением большинства судей (счёт: 4:1) победил украинского боксёра Цотне Рогаву, в 1/8 финала победил по очкам решением большинства судей (счёт: 4:1) колумбийкого боксёра Кристиана Сальседо, в четвертьфинале победил по очкам раздельным решением судей (счёт: 3:2) опытного узбекского боксёра Лазизбека Муллажонова, в полуфинале победил по очкам единогласным решением судей (счёт: 5:0) опытного азербайджанца Мухаммада Абдуллаева, но в финале в конкурентном бою по очкам решением большинства судей (счёт: 1:4) проиграл россиянину Марку Петровскому.

### 2022—2023 годы
В мае 2022 года участвовал в чемпионате Европы в Ереване, где он в 1/8 финала со счётом 5:0 одержал победу над боснийцем Джураем Сольдо, но в четвертьфинале, очень спорно, досрочно техническим нокаутом в 1-м раунде проиграл испанцу Айюбу Гадфа Дрисси, — который в итоге стал серебряным призёром этого чемпионата Европы.
В феврале 2023 года стал серебряным призёром в весе свыше 92 кг представительного международного турнира «Странджа» проходившего в Софии (Болгария), где он в полуфинале победил опытного бразильца Абнера Тейшейра, но в финале проиграл опытному узбекскому боксёру Баходиру Жалолову.
В мае 2023 года, в Ташкенте (Узбекистан) участвовал на чемпионате мира в весе свыше 92 кг, где он в 1/16 финала соревнований по очкам единогласным решением судей (0:5) проиграл опытному этническому казаху выступающему за Китай Данабеку Байгазы.
В июне 2023 года участвовал на III-х Европейских играх в Кракове (Польша), в весе свыше 92 кг. Где он в первом раунде соревнований по очкам единогласным решением судей (5:0) победил опытного серба Владана Бабича, затем в 1/8 финала соревнований по очкам единогласным решением судей (5:0) победил чеха Мартина Пинца, но в четвертьфинале по очкам единогласным решением судей (0:5) проиграл опытному британцу Делишесу Ори.

### 2024 год
В марте 2024 года, в городе Бусто-Арсицио (Италия) участвовал в 1-м мировом Олимпийском квалификационном турнире, где он в весе свыше 92 кг, в 1/16 финала по очкам со счётом 1:4 проиграл канадцу Алексису Берье, и не смог завоевать лицензию для участия в Парижской Олимпиаде-2024.
В апреле 2024 года, в Белграде (Сербия) участвовал на чемпионате Европы, где он в 1/8 финала из-за травмы полученной во 2-м раунде проиграл опытному австрийцу Ахмеду Хагагу.

## Спортивные результаты

### В любителях
- Чемпионат мира по боксу 2021 года — ;
- Чемпионат мира по боксу среди военнослужащих 2021 года — ;
- Чемпионат Армении по боксу 2016 года — ;
- Чемпионат Армении по боксу 2017 года — ;
- Чемпионат Армении по боксу 2020 года — ;
- Чемпионат Армении по боксу 2021 года — .